# Stare Jasieniewicze
Stare Jasieniewicze – dawny folwark. Tereny, na których leżał, znajdują się obecnie na Białorusi, w obwodzie witebskim, w rejonie postawskim, w sielsowiecie Duniłowicze.

## Historia
W czasach zaborów w granicach Imperium Rosyjskiego.
W dwudziestoleciu międzywojennym folwark leżał w Polsce, w województwie wileńskim, w powiecie duniłowickim (od 1926 postawskim), w gminie Duniłowicze.
Według Powszechnego Spisu Ludności z 1921 roku zamieszkiwało tu 35 osób, 32 były wyznania rzymskokatolickiego, a 2 prawosławnego. Jednocześnie 32 mieszkańców zadeklarowało polską przynależność narodową, a 2 białoruska. Były tu 3 budynki mieszkalne. W 1931 w 3 domach zamieszkiwały 62 osoby.
Miejscowość należała do parafii rzymskokatolickiej w Duniłowiczach. Podlegała pod Sąd Grodzki w Duniłowiczach i Okręgowy w Wilnie; właściwy urząd pocztowy mieścił się w Duniłowiczach.
W 1938 roku folwark należał do gromady Jaśniewicze gminy Duniłowicze.